# Thyenula sempiterna
Thyenula sempiterna es una especie de araña saltarina del género Thyenula, familia Salticidae. Fue descrita científicamente por Wesołowska en 2000.
Habita en Zimbabue y Sudáfrica.